# モイゼス・バレステロス
モイゼス・アレハンドロ・バレステロス（Moisés Alejandro Ballesteros, 2003年11月8日 - ）は、 ベネズエラのミランダ州ロス・テケス出身のプロ野球選手（捕手）。右投左打。MLBのシカゴ・カブス所属。

## 経歴
2021年1月にシカゴ・カブスと契約してプロ入り。シーズンに入ると傘下のルーキー級ドミニカン・サマーリーグ・カブスでプロデビュー。48試合に出場して打率.266、3本塁打、25打点、6盗塁を記録した。
2022年はルーキー級アリゾナ・コンプレックスリーグ・カブス とA級マートルビーチ・ペリカンズでプレーし、2チーム合計で63試合に出場して打率.257、10本塁打、33打点を記録した。
2023年はA級マートルビーチ、A+級サウスベンド・カブス、AA級テネシー・スモーキーズでプレーし、3チーム合計で117試合に出場して打率.285、14本塁打、64打点、7盗塁を記録した。
2024年はAA級テネシーとAAA級アイオワ・カブスでプレーし、2チーム合計で124試合に出場して打率.289、19本塁打、78打点、1盗塁を記録した。また、7月にはオールスター・フューチャーズゲームのナショナルリーグ選抜に選出された。オフにはアリゾナ・フォールリーグに参加し、メサ・ソーラーソックスに所属した。
2025年はAAA級アイオワで開幕を迎え、5月13日にメジャー契約を結んでアクティブ・ロースター入りした。同日のマイアミ・マーリンズ戦にて「7番・指名打者」で先発出場してメジャーデビュー（この試合での結果は4打数無安打）。

## プレースタイル
バットスピードの速さと力強さ、選球眼を備えた打撃型捕手である。守備面では肩は強いものの小柄かつずんぐり体型で敏捷性に欠けるため、フットワークが課題とされる。守備面の経過次第では将来は一塁手へと回る可能性もある。

## 詳細情報

### 記録
MiLB
- オールスター・フューチャーズゲーム選出：1回（2024年）

### 背番号
- 25（2025年 - ）